# Z-32号驱逐舰
Z-32号（德語：Z 32）是纳粹德国海军于1940年代初建造的七艘1936A（动员）型驱逐舰之一。它于1940年11月1日开始在不来梅的德希马格威悉船厂铺设龙骨，1941年8月15日下水，至1942年9月15日交付使用。完工后，该舰被编入第8驱逐区舰队服役，二战期间主要在德占法国的大西洋沿岸执行护航任务。Z-32号曾参与1943年底的比斯开湾海战，与英国轻巡洋舰格拉斯哥号和企业号交火。至1944年6月9日，它在韦桑岛海战中严重受损，并在搁浅后自沉，造成舰上约40名官兵阵亡。

## 设计
1939年6月28日，德意志国防军订购了九艘全新的1938B型驱逐舰（Z-31至Z-39号），次月又加订三艘。与之前的1936型和1936A型相比，1938B型驱逐舰的体型较小，但在两个双联装炮塔上装备四门127毫米炮，设计射程较远。然而，随着第二次世界大战的爆发，1938B型驱逐舰的订单被取消，取而代之的是先前的1936A型的简化版本——能够满足战时动员需求而缩短建造时间的1936A（动员）型。1939年9月19日，军方重新向德希马格联合体订购了四艘1936A（动员）型驱逐舰（Z-31至Z-34号），并交由不来梅的威悉船厂承建，另有三艘同型舰（Z-37至Z-39号）则是向基尔的日耳曼尼亚船厂订购。
Z-32号的水线长和全长分别为121.9米和127米，有12米的舷宽以及最大4.62米吃水深度；舰只的设计排水量为2,657吨，满载时则可达3,691吨。它由两台改良型瓦格纳-德希马格齿轮传动蒸汽轮机提供动力，各负责驱动一副直径为3.30米的三叶螺旋桨。过热蒸汽则由六台瓦格纳水管锅炉供应，其运行压力为70標準大氣壓（7,093千帕斯卡），温度450℃。动力装置可输出70,000匹軸馬力（52,000千瓦特）的功率，使该舰的设计航速达到36節（67每小時）；并得益于最多825吨的燃料油贮量，它还能够以19節（35每小時）的速度的巡航2,950海里（5,460）。舰只的标准船员编制为11名军官和320名水兵。
舰只的主炮为五门150毫米45倍径36式鱼雷艇炮，其中两门安装在前部的双联装炮塔上，另外三门安装在主舰艛后部配备炮挡的单装炮座上。但由于双联装炮塔的研发进展缓慢，使得Z-32号成为第一艘完全装备这款武器的同型舰。该舰的防空武器则由安装在与后部烟囱并排的一对双联装炮座上的四门37毫米30式速射炮（后由42式全自动高射炮取代）和九门20毫米30式高射炮（分别安装在一个四联装和五个单装炮座中）组成。1943年又在舰桥前方安装了第二套四联2厘米安装架，以取代其中一个单座炮架。此外，Z-32号还在水上部分的两个四联装动力操纵式底座上装备有八具533毫米鱼雷发射管，每个底座均提供两次重新装填，并可贮存最多60枚水雷。

## 历史
由于战时威悉船厂的造舰负荷过高，Z-32号直到1940年11月1日才得以开始铺设龙骨，建造序列为1002。它于1941年8月15日下水，至1942年9月15日在首任暨唯一一任舰长、海军少校里特·翁德·埃德勒·格奥尔格·冯·贝格尔的指挥下交付使用。在入役和完成战备训练后，该舰被编入第8驱逐区舰队，与Z-23号、Z-24号、Z-25号和Z-37号一同于1943年3月5日至8日的“卡林行动”中穿越英吉利海峡转移到德占法国的大西洋沿岸。尽管受到英国海岸炮和鱼雷快艇的攻击，该区舰队还是毫发无损地通过了多佛尔海峡，惟Z-37号途中在勒阿弗尔搁浅。3月7日，它们抵达瑟堡，一天后进一步抵达波尔多。3月28日，Z-32号成为四艘为意大利突围舰喜马拉雅号提供远程掩护的驱逐舰之一，突围舰试图驶往远东，但在被英国侦察机发现后不得不返回波尔多。两天后，尽管遭到博福特式和英俊战士鱼雷轰炸机的猛烈攻击，Z-32号还是伙同Z-23号、Z-24号和Z-37号成功护送另一艘意大利突围舰彼得罗·奥尔塞洛号通过了比斯开湾；期间德国驱逐舰群共击落五架敌机，但彼得罗·奥尔塞洛号仍然被美国潜艇鲱鱼号发射的鱼雷击伤，直到4月2日才安全抵达吉伦特河口。4月9日，喜玛拉雅号在区舰队的掩护下再度尝试突破封锁，但依旧被英国人的空袭挫败。Z-32号的其他任务还包括为从法国基地出发和返回的德国U艇提供护航。
1943年12月24日，由包括Z-32号在内的六艘驱逐舰组成的第8驱逐区舰队和由六艘鱼雷艇组成的第4鱼雷艇区舰队出发迎接德国突围舰奥索尔诺号，并于次日与其会合。尽管遭到猛烈的空袭，它们还是设法将奥索诺号护送到吉伦特，但奥索尔诺号撞上了一艘水下沉船，不得不搁滩以拯救其货物。12月26日，Z-32号再度跟随第8驱逐区舰队和第4鱼雷艇区舰队出发，迎接另一艘回航的德国突围舰——2,729总吨的冷藏船阿尔斯特河岸号。德国人不知道的是，阿尔斯特河岸号已于27日傍晚遭到一架来自英国皇家空军第311中队的B-24解放者重型轰炸机袭击，迫使船员将其焚毁并遗弃。至12月28日中午时分，被派往“石墙行动”的英国轻巡洋舰格拉斯哥号和企业号在比斯开湾进行拦截巡逻时，遇到了德国驱逐舰和鱼雷艇群，就此引发比斯开湾海战。德国部队试图采取钳形机动，却因海浪汹涌而未能成事。驱逐舰Z-27号、鱼雷艇T-25号和T-27号相继被击沉。Z-32号则向英国巡洋舰发射了六枚鱼雷，但均未命中。

Z-32号在巴岛的残骸

1944年1月30日，当Z-32号与Z-23号和Z-37号在比斯开湾南部进行训练演习时，不慎与Z-37号相撞。Z-32号的消磁系统受损，艏楼着火，是由松散的即用型防空弹药所引燃。与此同时，Z-37号的一枚鱼雷爆炸，引发火灾并导致舰体进水。Z-32号一直处于维修状态至5月2日；Z-37号则被当局认为维修不合乎经济原则，从而被解除了武装。Z-32号于5月5日重新投运后不久便因在吉伦特河口搁浅而再次受损，必须又接受为期一个月的维修。
1944年6月6日，时任第8驱逐区舰队司令的特奥多尔·冯·贝希托尔斯海姆上校在收到盟军于诺曼底登陆的消息后，命令其仅余的三艘驱逐舰Z-32号、Z-24号、ZH-1号和鱼雷艇T-24号出发前往布雷斯特，展开对抗入侵舰队的行动。它们在途中遭到了英俊战士轰炸机的袭击，Z-32号被两枚火箭弹击伤，对方则有一架飞机被迫在水上降落。6月8日至9日晚，这四艘舰从布雷斯特出发前往瑟堡，却遭到盟军第10驱逐区舰队的八艘驱逐舰拦截，引发韦桑岛海战。ZH-1号遭英国驱逐舰阿散蒂号发射的鱼雷击沉，而Z-32号则受到加拿大驱逐舰海达号和休伦号的追击。在敌人的持续火力下，Z-32号被迫在巴岛搁浅，并由其船员装药凿沉。舰上共有40名官兵在战斗中阵亡，包括舰长冯·贝格尔在内的幸存者后来被一艘德国哨艇救起。另外两艘德舰逃回瑟堡，而英国驱逐舰鞑靼号也遭到破坏。

## 脚注
1. ↑  Koop & Schmolke，第25頁.
2. ↑  Lenton，第24–25, 80頁.
3. ↑  Koop & Schmolke，第24–25頁.
4. 1 2  Whitley，第67頁.
5. ↑  Koop & Schmolke，第26頁.
6. ↑  Koop & Schmolke，第42–43頁.
7. ↑  Lenton，第75頁.
8. 1 2  Gröner，第79頁.
9. ↑  Whitley，第63–64頁.
10. ↑  Koop & Schmolke，第34頁.
11. ↑  Whitley，第63–64, 67頁.
12. ↑  Gröner，第77頁.
13. ↑  Koop & Schmolke，第24頁.
14. ↑  Rohwer & Hümmelchen，第198頁.
15. ↑  Rohwer & Hümmelchen，第203頁.
16. 1 2  Koop & Schmolke，第113頁.
17. ↑  Rohwer & Hümmelchen，第251頁.
18. ↑  Rohwer，第295頁.
19. ↑  Rohwer & Hümmelchen，第251–252頁.
20. ↑  Rohwer & Hümmelchen，第259頁.
21. ↑  Koop & Schmolke，第114, 117頁.
22. 1 2  Koop & Schmolke，第114頁.
23. ↑  Rohwer & Hümmelchen，第282頁.